# Comune di seconda classe
Il grado di comune di seconda classe  (abbreviato Com. 2ª Cl.) è il primo della categoria dei militari di truppa della Marina Militare (codice NATO OR-1) e inferiore a quello di comune di prima classe.
Il grado è omologo a quello di soldato dell'Esercito Italiano e all'aviere dell'Aeronautica Militare.

## Distintivo
Il comune di seconda classe non ha distintivo di grado e sull'uniforme indossa unicamente il simbolo della categoria o specializzazione cucito sulle maniche, a metà tra gomito e spalle, dell'uniforme ordinaria invernale ed estiva, o su tubolari per controspallina su uniforme di servizio ed uniforme da lavoro.

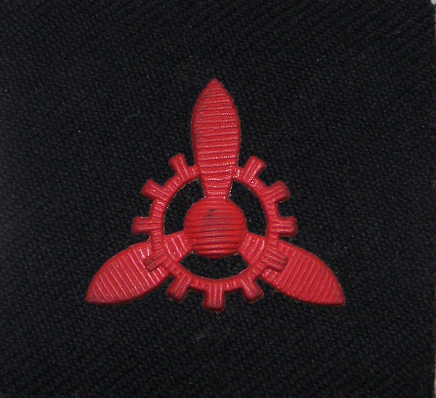
Simbolo della categoria di tecnico macchine (SSP/TM)
Simbolo categoria nocchiere (N)
Simbolo della categoria di Specialista del sistema di combattimento (SSC)
Simbolo della categoria elettricista (SSP/E) e tecnico elettronico (TSC/ETE)

## Storia
Il grado all'origine della costituzione della Regia Marina era marinaio di 2ª classe nella categoria marinai, mentre nelle altre categoria insieme a marinaio veniva specificata la categoria; marinaro cannoniere di 2ª classe o anche primo servente di dritta. Tra i militari di truppa di Maestranza (velieri, maestri d'ascia, maestri d'officina) il grado era di operaro. Nelle categorie Cannonieri e Maestranza il grado era il più basso mentre nella categorià marinai era superiore a marinaio di 3ª classe, superiore a sua volta a mozzo che era il grado più basso, nella categoria Guardiani il grado era superiore a marinaro guardiano di 3ª classe e nella categoria fuochisti superiore a carbonaio.
Nel 1868 nelle categorie fuochisti e maestranze il grado assunse la denominazione rispettivamente di marinaio fuochista e di operaio di 2ª classe.
Nel 1873 il grado divenne marinaio di 2ª classe nella categoria marinai e nelle altre cannoniere di 2ª classe, fuochista di 2ª classe e operaio di 2ª classe
Nel 1878 il grado era il più basso in tutte le categorie tranne che nella categoria marinai, dove il marinaio di 2ª classe era superiore a marinaio di 3ª classe e a marinaio di 4ª classe.
Nel 1897 il grado di marinaio di 2ª classe assunse quella di marinaro, superiore a mozzo e inferiore a marinaro scelto, nuova denominazione di marinaio di 1ª classe. Nella categoria fuochisti il grado era fuochista, superiore ad allievo macchinista e inferiore a fuochista scelto. Nelle altre categorie il grado era il più basso e aveva la semplice denominazione della categoria tranne che nella categoria operai, nuova denominazione della categoria maestranze, dove la denominazione continuava ad essere quella di operaio di 2ª classe ed era il più basso nella categoria.
Nel 1908 il grado venne unificato in quello di comune di 2ª classe, con la specificazione della categoria.

## Nel mondo

### Estonia
Nella Eesti merevägi, la marina militare dell'Estonia il grado corrispondente al Comune di seconda classe della Marina Militare italiana è madros, letteralmente marinaio.

### Finlandia
Nella Suomen merivoimat, la marina militare della Finlandia il grado corrispondente al Comune di seconda classe della Marina Militare italiana è madros, letteralmente marinaio.

### Francia
In Francia il grado più basso della Marine nationale è matelot, omologo del soldato di 2ª classe dell'Armée de terre, spesso definito recluta, dell'aviateur nell'Armée de l'Air e del gendarme nella Gendarmerie.

### Paesi Bassi
Nella Regia Marina olandese il grado corrispondente è matroos der 2e klasse omologo a marinier der 2e klasse della fanteria di marina e al soldaat der 2e klasse delle altre forze armate olandesi; Il grado è superiore a matroos der 3e klasse e inferiore a Matroos der 1e klasse.

### Regno Unito
Nella Royal Navy a metà del XVIII secolo era in uso il termine marinaio ordinary seaman (letteralmente: “marinaio ordinario” o “marinaio semplice”), equivalente dal punto di vista gerarchico al marinaio di 2ª classe della Regia Marina, che era usato per riferirsi a un marinaio con esperienza in mare da uno a due anni, che mostrava una capacità di navigazione certificata dal loro capitano. Un marinaio con meno di un anno di esperienza veniva classificato "landsman" (letteralmente: "uomo di terra"; ma noto in italiano come “terraiolo”, “terricolo”, "marinaio di terra"). Un marinaio con più di due anni di esperienza e considerato "ben informato sul suo dovere" veniva definito able seaman (“marinaio scelto”).
Successivamente, il termine è stato sostituito con il termine di marinaio (inglese: seaman), riferito al marinai non addestrati in alcun compito speciale, che svolgevano una grande varietà di compiti fisicamente difficili. Per ottenere un lavoro da imbarcato era necessario avere ottenuto il certificato di marinaio ordinario. Il marinaio ordinario poteva ottenere la promozione ad abile marinaio.
Nella moderna Royal Navy il grado di able seaman viene raggiunto da tutte le reclute al termine della formazione di base e del successivo addestramento intensivo nella specializzazione di scelta e quindi il grado di marinaio ordinario è obsoleto, in linea con la crescente specializzazione tecnica e con le capacità del personale della Royal Navy.
Il crado di marinaio ordinario è in uso nel Servizio Navale irlandese nella sua versione inglese con la denominazione ordinary seaman, mentre nella versione in lingua irlandese, la sua denominazione è mairnéalach, la cui traduzione in italiano è marinaio.

### Stati Uniti
Nella US Navy il grado omologo è seaman apprentice (lett.: “apprendista marinaio”), precedentemente denominato seaman second class (ossia: “marinaio di 2ª classe”) e prima ancora ordinary seaman (lett.: “marinaio ordinario” o “marinaio semplice”) in uso nel XIX secolo, quando era il secondo grado dal più basso della US Navy, superiore a "landsman" (in italiano detto "terraiolo") e inferiore a marinaio. La promozione da marinaio di terra a marinaio ordinario richiedeva tre anni di esperienza o di nuovo arruolamento. Un normale marinaio che aveva maturato sei anni di esperienza e "conosceva il cordame", cioè conosceva il nome e l'uso di ogni cavo e cima dell'armamento della nave, poteva ottenere la promozione a marinaio. I doveri di un normale marinaio a bordo di una nave includevano "saper maneggiare e saper fare la giunzione delle cime, lavorare sugli alberi e sui ponti inferiori".
Il grado è esistito dal 1797 al 1917, quando venne ribattezzato "marinaio di 2ª classe" e successivamente rinominato apprendista marinaio (inglese: seaman apprentice). Il termine Marinaio ordinario è ancora in uso nella Marina mercantile degli Stati Uniti per il livello più basso del personale di coperta.

### Canada
Nella Royal Canadian Navy, il grado di "marinaio ordinario" o “marinaio semplice” (inglese: ordinary seaman; francese: matelot de 3e classe, abbreviato: Mat3) è stato ridenominato nell'agosto 2020 marinaio di 3ª classe (ing.: sailor 3rd class; fra.: matelot de 3e classe) Il grado, come l'attuale grado di marinaio di 3ª classe, poteva essere ulteriormente qualificato dal suffisso "(B)" o "(R)", dove la "(R)" indicava una recluta che seguiva il corso di formazione di base, suffisso che viene abbandonato dopo aver conseguito con successo il diploma presso il centro di addestramento per reclute. Il suffisso "(B)" veniva aggiunto per il marinaio che effettuava l'addestramento a bordo di una unità navale. Dopo aver terminato con successo l'addestramento a bordo, la "(B)" veniva cancellata dalla qualifica del grado.

### Unione Sovietica e Russia
Nella Marina Russa e in precedenza nella Marina Sovietica il grado corrispondente è Matros (russo: матрос) letteralmente marinaio. il grado superiore è Staršij matros (in russo: старший матрос) letteralmente "uomo di mare anziano".

### Ucraina
Nella Marina ucraina il grado corrispondente è Matros (russo: матрос) letteralmente marinaio.

### Paesi arabi
Nei paesi arabi il grado corrispondente è Jundī (in arabo جندي‎?) comune a tutte le forze armate.

### Riferimenti normativi
- Decreto legislativo 15 marzo 2010, n. 66, in materia di "Codice dell'ordinamento militare" aggiornato.
- Decreto del presidente della Repubblica 15 marzo 2010, n. 90, in materia di "Testo unico delle disposizioni regolamentari in materia di ordinamento militare" aggiornato
- https://nso.nato.int/nso/zPublic/ap/PROM/APersP-01%20EDA%20V1%20E.pdf[collegamento interrotto], Bruxelles, https://nso.nato.int/nso/zPublic/stanags/CURRENT/2116EFed07.pdf[collegamento interrotto].

### Testi
- Riccardo Busetto, Il dizionario militare: dizionario enciclopedico del lessico militare, Bologna, Zanichelli, 2004, ISBN 978-88-08-08937-3.
- (EN) Brian Lavery, Nelson's Navy: The Ships, Men and Organisation, 1793-1815, Conway Maritime Press, 1989, ISBN 0851775217.
- (EN) N. A. M. Rodger, The Wooden World: An Anatomy of the Georgian Navy, W.W. Norton and Company, 1986, ISBN 9780002165488.